# Koto Tangah (Bukik Barisan)
Koto Tangah is een bestuurslaag in het regentschap Lima Puluh Kota van de provincie West-Sumatra, Indonesië. Koto Tangah telt 2705 inwoners (volkstelling 2010).